# Ульянин, Всеволод Александрович
 Всеволод Александрович Ульянин  (20 января 1863 Москва Российская империя — 16 марта 1931 Казань СССР) — русский учёный, профессор физики и физической географии.

## Биография
Родился 20 января 1863 года в семье потомственного дворянина Московской губернии. Пройдя полный курс гимназии в Штутгарте, пробыл три года студентом математического факультета Мюнхенского университета и посещал одновременно некоторые лекции и практические занятия в местной политехнической школе. Университетское образование получил в Страсбургском университете, где он занимался в физическом институте профессора Кундта.
В 1888 году в Страсбургском университете удостоен степени доктора естественной философии, за защиту диссертации «Uber die bei der Beleuchtung entstehende electromotorische Kraft in Seien».
В ноябре 1888 года назначен сверхштатным лаборантом, без содержания, при физической лаборатории Московского университета, эту должность он занимал до декабря 1897 года.
В 1894 году принят в число приват-доцентов Московского университета по кафедре физики.
С апреля 1894 года по апрель 1896 года находился в заграничной командировке с ученой целью. Во время службы в Москве Ульянин как лаборант, руководил практическими занятиями студентов в физической лаборатории, а как приват-доцент вел физический семинарии для студентов математического и естественного отделений и прочел необязательные курсы лекций по некоторым отделениям физики. 30 ноября 1897 года назначен в Казанский университет приват-доцентом по кафедре физики и физической географии, для преподавания метеорологии, земного магнетизма и физики.
Заведовал магнитно-метеорологической обсерваторией и кабинетом физической географии университета и организованной при обсерватории метеорологической сетью Востока России.
С сентября 1898 года читал лекции физики в Казанском ветеринарном институте.
1 ноября 1899 года удостоен в Казанском университете степени магистра физики, по защите диссертации «Закон Ламберта и поляризация Араго».
В январе 1900 года был командирован в Санкт-Петербург на первый метеорологический съезд при академии наук.
С 1900 и 1903 гг находился в заграничной командировке с ученой целью.
5 марта 1904 года назначен исполняющим должность экстраординарного профессора по кафедре физики и физической географии в Казанском университете.
В 1904 году Ульянин издал большую критическую работу «Новая русская книга по динамической метеорологии». «Громадной заслугой В. А. Ульянина является организация загородной Магнитной обсерватории. В 1904 году он добился предоставления земельного участка, а в 1908 г. отпуска в законодательном порядке мизерной суммы всего в 4187 рублей. Университет отпустил 2000 руб. и единовременно 1000 руб. в год».
В 1910 году Ульянин был в Заграничной научной командировке в Англии, участвовал в Международном радиологическом конгрессе в Брюсселе.
В 1913 году был в командировке в Австрии и Германии, участвовал в съезде германских физиков в Вене.
В 1915 году он начал разработку электрического метода определения земного магнетизма и составил описание переносного синус гальванометра для определения горизонтальной составляющей земного поля.
В 1916—1917 гг. был деканом физико-математического факультета.
В феврале 1917 года был избран членом специального профессорского комитета для постоянных сношений и работы совместно с коалиционным студенческим комитетом.
Летом 1918 года вместе с войсками Адмирала Александра Васильевича Колчака эвакуировался в Сибирь и осенью стал профессором Томского университета. Читал лекции по теоретической физике. В том же году был сотрудником Института исследований Сибири. Читал лекции по общему курсу опытной физики студентам Физико-математического факультета и студентам медицинского факультета (1923 г.).
Весной 1919 года возвратился в город Казань, в Казанский университет. Принимал участие почти всех съездах русских физиков. Участник многих Международных и Всероссийских съездов физиков и геофизиков. Работал лаборантом-консультантом по исследованиям в области радиотехники.
В 1919 году разработал и построил переносный электрический магнитометр для измерения горизонтальной составляющей напряжённости земного магнетизма. Прибор нашел широкое признание и распространение.
В 1920 году избран профессором кафедры физики и физической географии Казанского университета.
В 1919—1922 гг. работал лаборантом-консультантом при лаборатории Казанской военной радио базы. Ульянин создал Электротехнический институт в Казани (1921 г.) и был председателем Совета в нём . Преподавал физику в Восточном педагогическом институте (1919—1925 гг.).
В 1921—1922 годах Ульянин разработал и создал целый ряд других приборов: Компенсационный магнетометр, индукционный инклинатор, электрический магнетометр для лабораторного определения вертикальной составляющей земного магнетизма и другие.
С 1924 по 1929 год В. А. Ульянин неоднократно привлекался к работе Геомагнитной комиссии по обследованию магнитных явлений Курской магнитной аномалии. Активную роль он сыграл в организации съездов Всесоюзной ассоциации физиков: 1924 г. — Петроград, 1926 г. — Москва, 1928 — Казань. Участвовал Ульянин и во Всесоюзных геомагнитных совещаниях при Главной обсерватории в Петрограде в 1924 году, и в 1929 году. Принимал участие Ульянин и в Международном геофизическом конгрессе в Праге (1927 г.), и в съезде Германских физиков в Киссингене в 1927 году. В том же году предсказал о подготовке Германии к войне, основывая это предположение тем, что гражданская промышленность этой страны подчинена военным целям.
В декабре 1928 года Всеволод Александрович сделал предложение на заседании предметной комиссии Казанского университета о возможности обмена студентами старших курсов институтов для углубления их знаний по математике.
Скончался Всеволод Александрович Ульянин 16 марта 1931 года в Казани.

## Труды
- Закон Lambert’a и Поляризация Arago; [Поляризатор для ультракрасных лучей] / [Соч.] В. А. Ульянина Казань : типо-лит. Ун-та, 1899
- Новая русская книга по динамической метеорологии: «Л. Г. Данилов. Центры действия атмосферы» / В. А. Ульянин Казань : типо-лит. Ун-та, 1904
- Новая загородная Магнитная обсерватория Казанского университета и магнитные наблюдения за 1898 по 1912 г. / В. А. Ульянин Казань : Типо-лит. Ун-та, 1914 (обл. 1915)